# Публій Рутілій Руф
Пу́блій Руті́лій Руф (лат. Publius Rutilius Rufus; 158 — 78 рік до н. е., Смірна) — давньоримський політик,  консул 105 до н. е.

## Біографія
Представник досить відомого роду Рутіліїв, Руф отримав хорошу освіту у філософа Панетія Родоського. 
Почав свою кар'єру в армії — брав участь у кампаніях в Іспанії (облога Нуманції під керівництвом Сципіона Еміліана) і в Югуртинській війні. У 111 до н. е. був претором. Цицерон згадує, що Рутілій у перший раз виставив свою кандидатуру в консули, але зазнав поразки, після чого притягнув свого суперника до суду за звинуваченням у підкупі, а потім і сам був притягнутий до суду Марком Емілієм Скавром.
Його обрано консулом на 105 до н. е. разом з Гнеєм Маллієм Максимом. На консульство Руфа припала битва при Араузіоні, яку через неузгодженість дій програли Гней Маллій Максим і Квінт Сервілій Цепіон, і Руфу довелося вжити заходів для нейтралізації наслідків битви. Пізніше Руф співпрацював з Гаєм Марієм.
Близько 95 до н. е. Руф був легатом в провінції Азія, де протидіяв грабіжницькій політиці вершників-відкупників. Незабаром після повернення Руф був притягнутий до суду  вершниками за зловживання службовим становищем. Цей процес мав великий резонанс; на ньому допомогу Руфу пропонували найвизначніші оратори свого часу Луцій Ліциній Красс і Марк Антоній, однак Руф волів захищати себе самостійно. Руф був засуджений на вигнання, і залишок життя провів в Смірні, де його застав Цицерон. Пізніше Руф отримав громадянство Смірни і відмовився від повернення в Рим, що можна було розцінити як святотатство.
Руф був також досить відомий як красномовець: Цицерон у Бруті приділяє йому окремий опис переваг і недоліків стилю його промови. Зокрема, Цицерон згадує, що взявши участь у багатьох судових процесах, Руф не досяг вищої ораторській слави і відрізнявся насамперед працьовитістю, але не талантом. Мова Руфа, за Цицероном, суха і сувора, так що Цицерон відносить Руфа до категорії ораторів-стоїків, підкреслюючи, що стиль Руфа був занадто мізерний для політичних промов і завоювання схвалення народу. Крім того, Руф давав поради з ведення судових справ.